# Pontigny
Pontigny – miejscowość i gmina we Francji, w regionie Burgundia-Franche-Comté, w departamencie Yonne.
Według danych na rok 1990 gminę zamieszkiwało 737 osób, a gęstość zaludnienia wynosiła 62 osoby/km² (wśród 2044 gmin Burgundii Pontigny plasuje się na 322. miejscu pod względem liczby ludności, natomiast pod względem powierzchni na miejscu 806).

## Zabytki
Głównym zabytkiem miasta jest średniowieczne Opactwo w Pontigny, jedna z czterech pierwszych filii Opactwa w Cîteaux. 